# 尉遅乙僧
尉遅乙僧（うっち いっそう、コータン語：Viśa Īrasangä）は、唐初の画家。西域の画法を唐にもたらした。
張彦遠『歴代名画記』巻九によると、于闐（ホータン王国）の出身で、父の尉遅跋質那も隋に仕えた高名な画家だった。父を大尉遅、子を小尉遅と呼んだ。
朱景玄『唐朝名画録』では吐火羅国（バクトリア）の人とし、甲僧という兄がいたとするなど、『歴代名画記』とは説明が異なる。尉遅という姓はホータン王国の国姓であり、『歴代名画記』の方が正しいと思われる。
外国や菩薩の絵をよくし、その技法は「屈鉄盤糸」（鉄を屈し糸をわだかまらせる）と称された。『歴代名画記』巻二では尉遅乙僧を呉道玄・閻立本とともに唐代のもっとも優れた画家として挙げている。
尉遅乙僧の描いた絵は残っておらず、現存するのは後世の模写のみである。「護国天王像」の絵はもと尉遅乙僧が描いたものと伝えられ、台湾国立故宮博物院やスミソニアン博物館に模写を蔵する。
佛教大学の安藤佳香によると、ダンダン・ウィリクで発見された壁画の鉄描線は、尉遅乙僧の画風をしのばせるという。

## 画廊

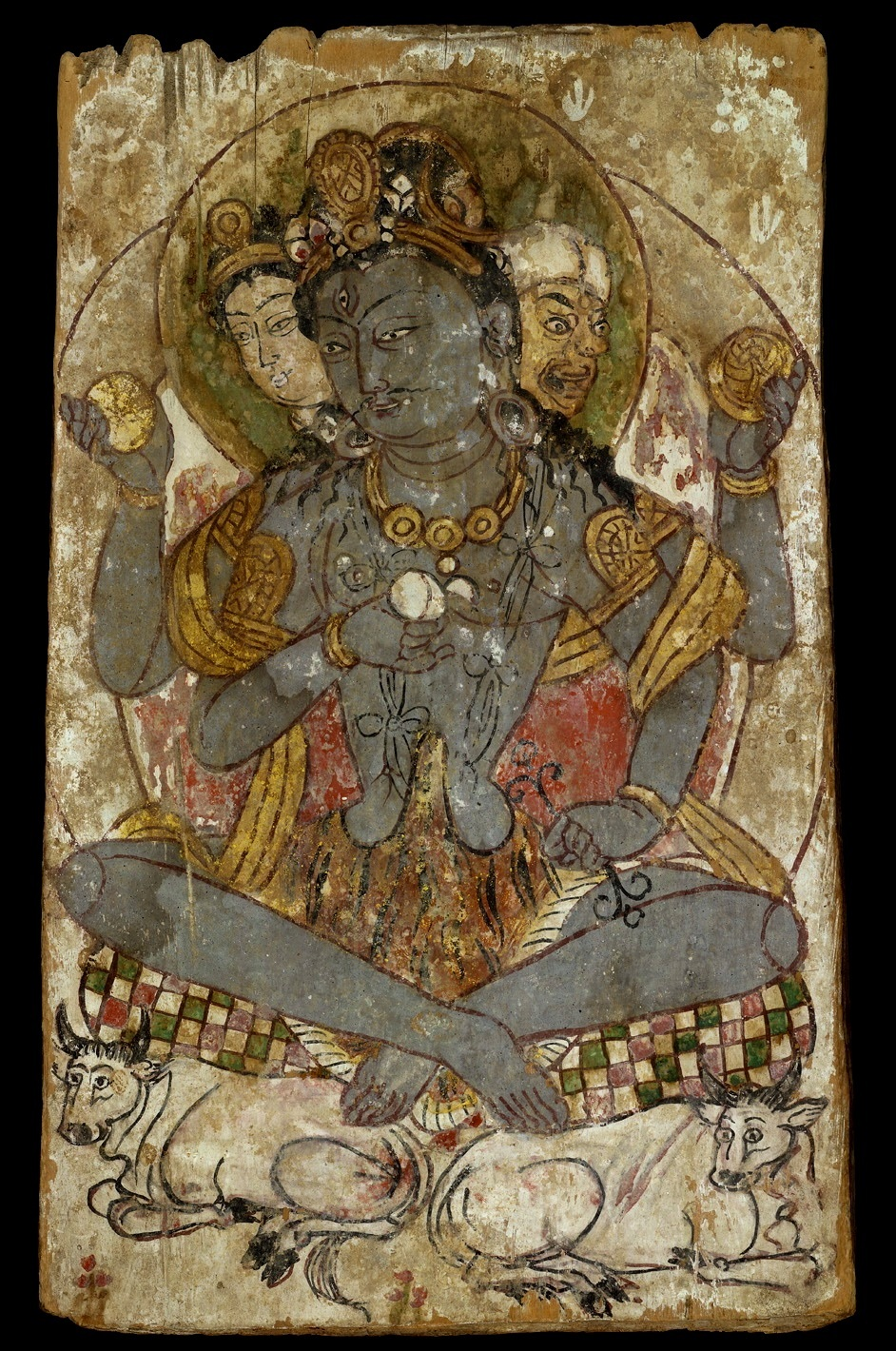
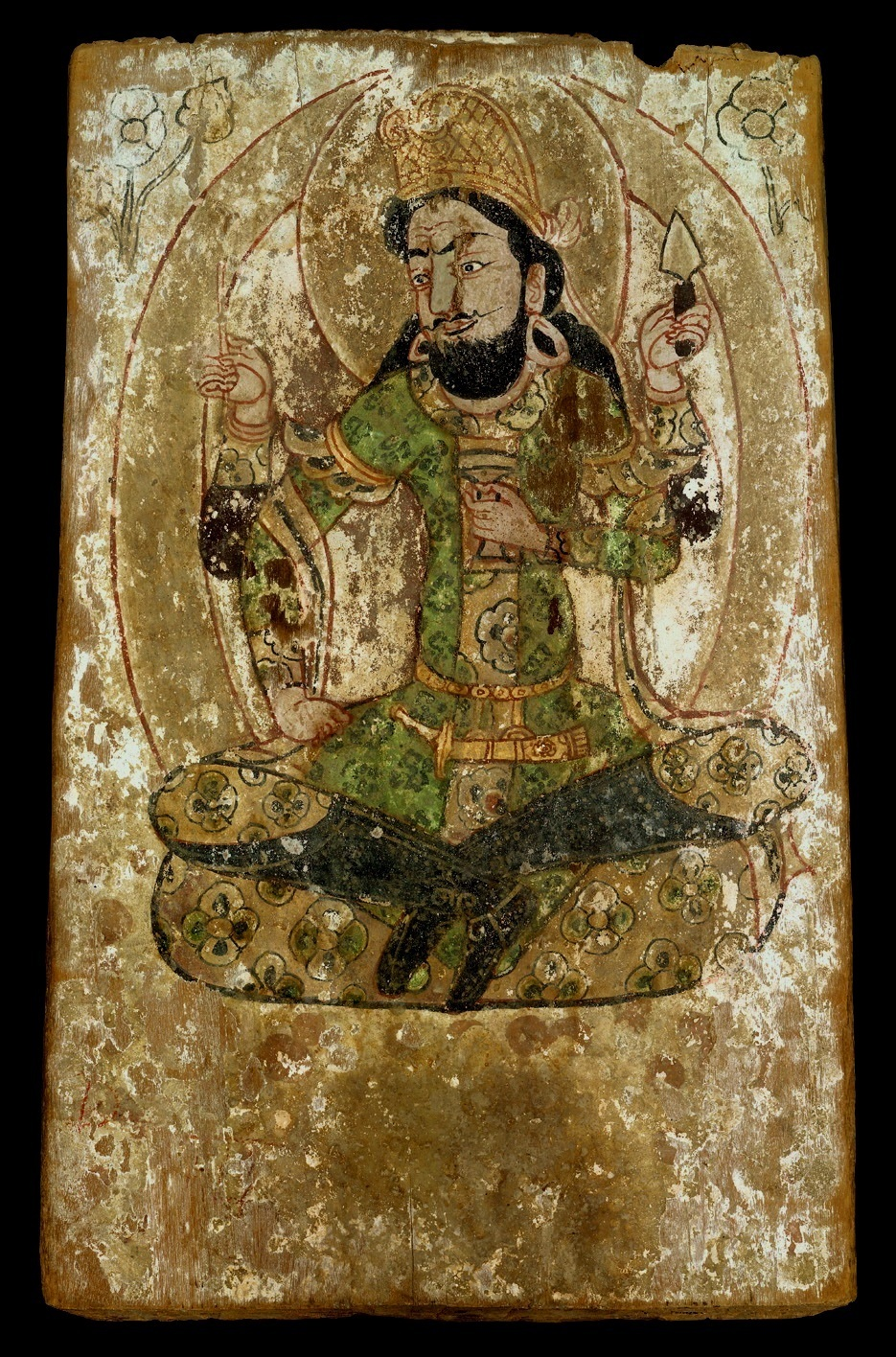
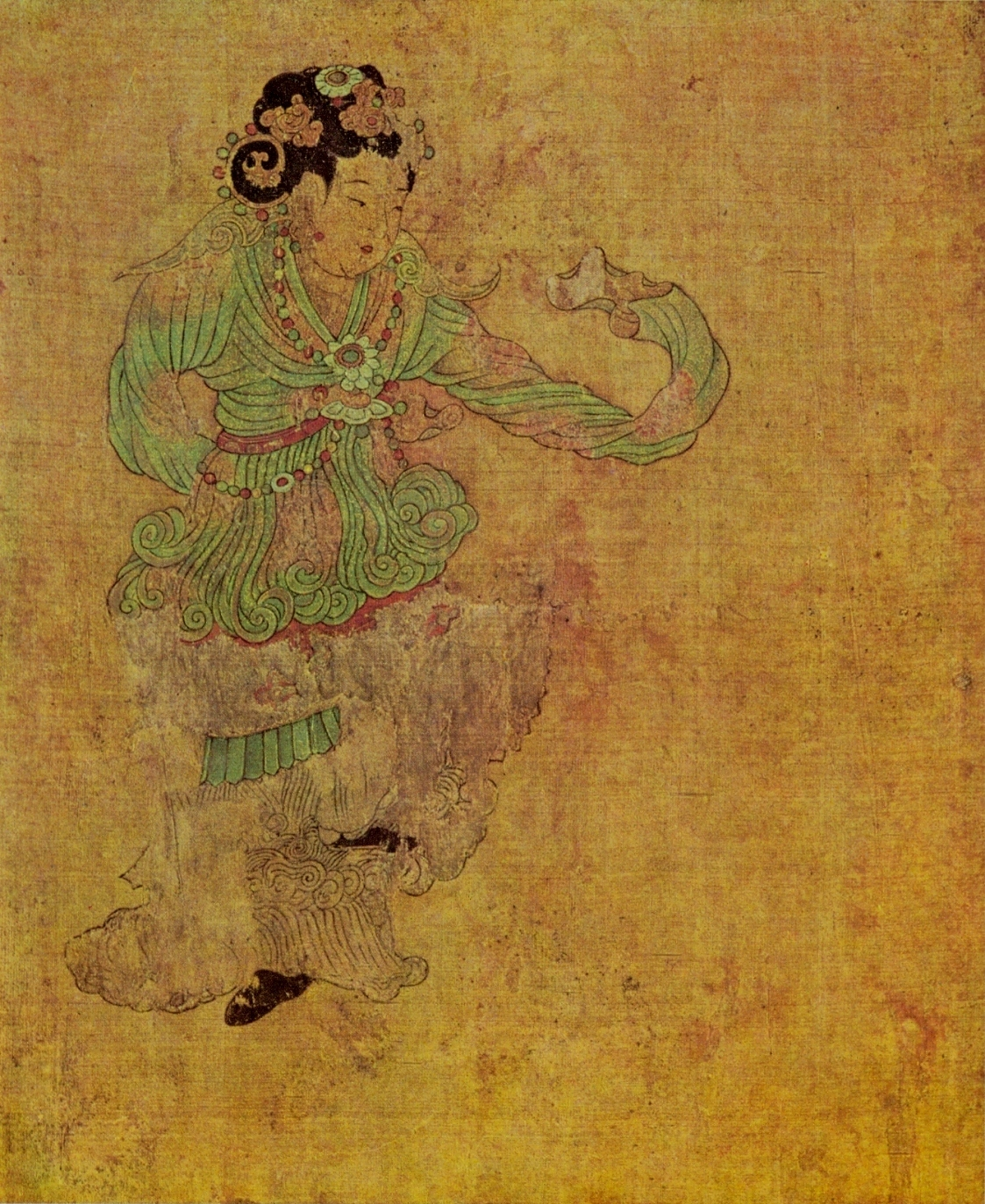
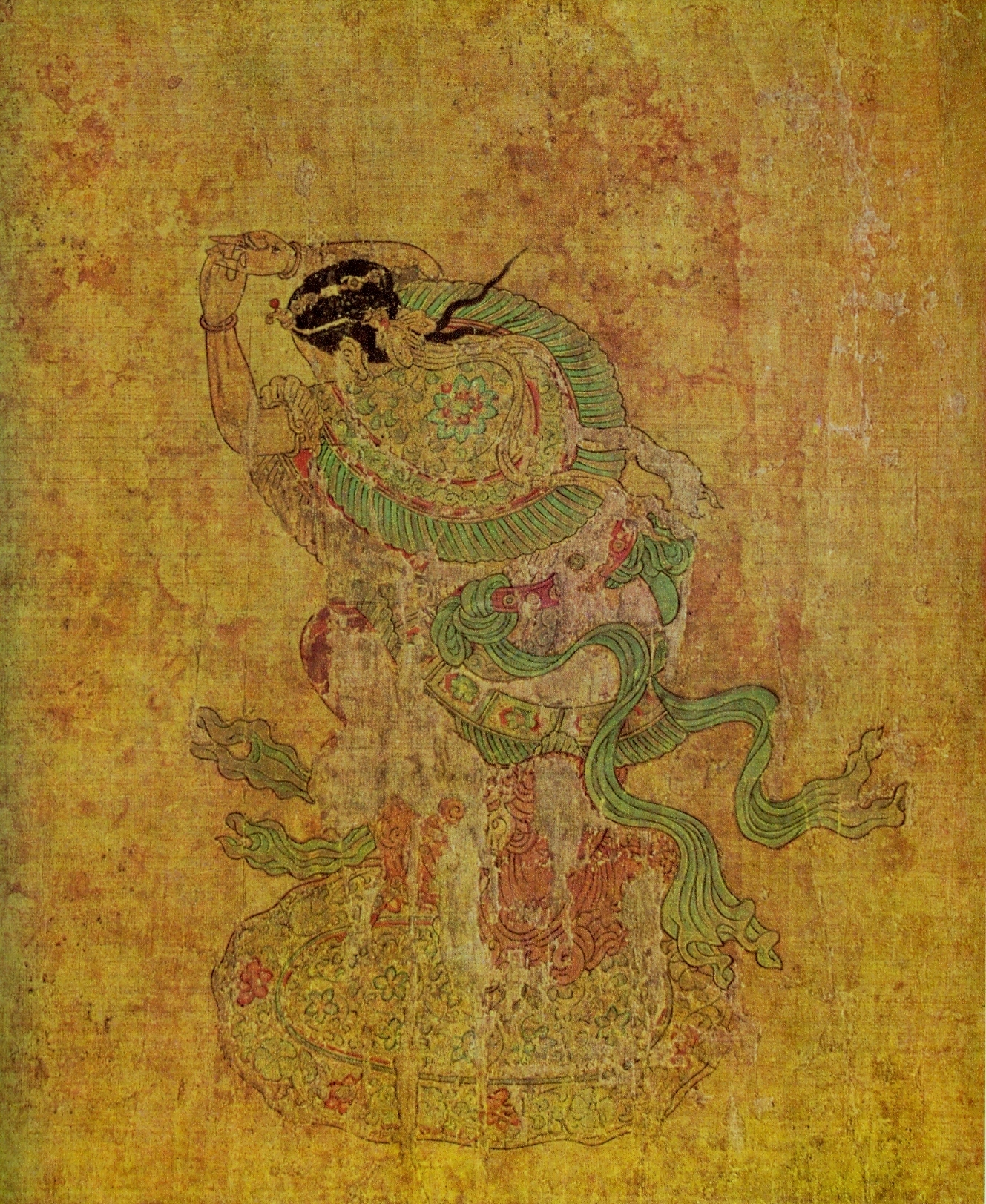
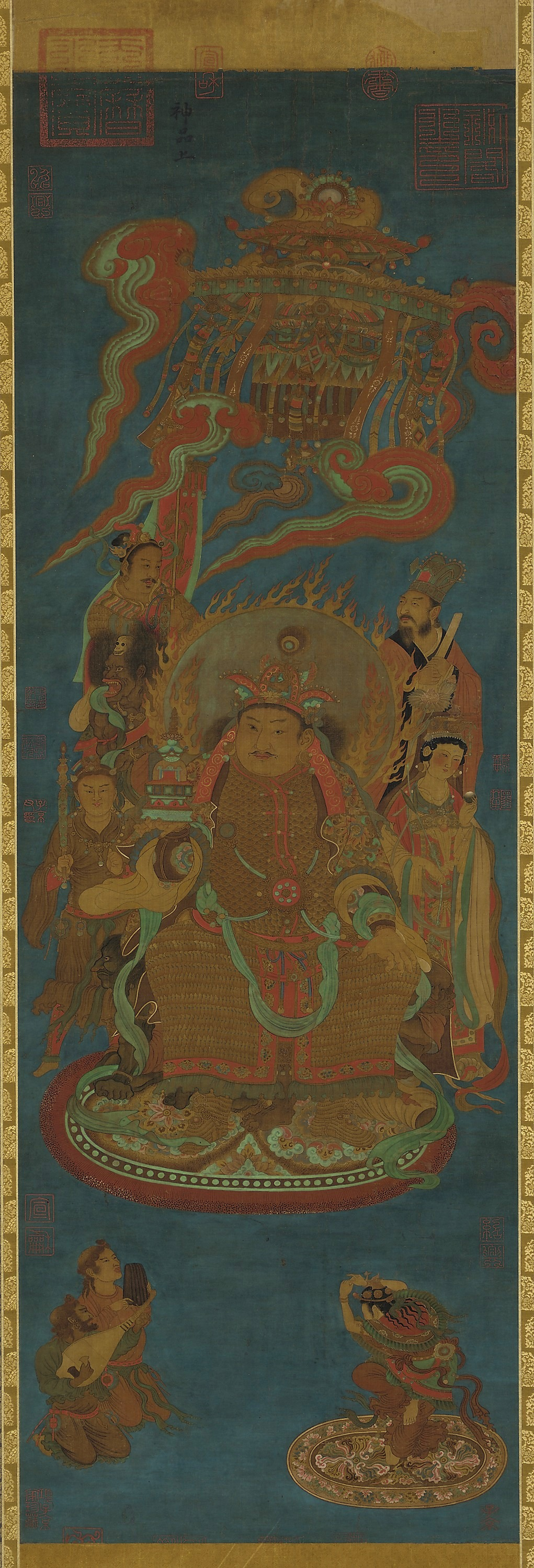